# Вальфенера
Вальфенера (итал. Valfenera) — коммуна в Италии, располагается в регионе Пьемонт, в провинции Асти.
Население составляет 2368 человек (2008 г.), плотность населения составляет 107 чел./км². Занимает площадь 22 км². Почтовый индекс — 14017. Телефонный код — 0141.
Покровителем коммуны почитается святой апостол Варфоломей, празднование 24 августа.

## Демография
Динамика населения:

## Администрация коммуны
- Официальный сайт: http://www.comune.valfenera.at.it